# Cimolestes
Cimolestes ("ladrón de la arcilla blanca") es un género de mamíferos placentarios parecidas a los opóssums. El género apareció en Norteamérica al Cretáceo superior y se extinguió durante el Paleoceno.
Antiguamente se los consideraba marsupiales, pero ahora se los clasifica dentro del orden Cimolesta (que debe su nombre a este género).
Se cree que los pangolines y carnívoros (es decir, el clado Ferae) son sus parientes más cercanos todavía vivos.